# Залізниця
Залізни́ця — дорога з рейковою колією, призначена для пересування залізничного рухомого складу. Використовують для швидкого перевезення вантажу та пасажирів. Сукупність усіх експлуатованих залізниць називається залізничною мережею.
Залізниця може складатися з однієї колії або кількох. Зазвичай залізниці обладнуються системою сигналізації, а залізниці на електричній тязі — також контактною мережею. Розрізняють залізниці загального користування, промислові залізниці (під'їзні шляхи підприємств і організацій) і міські залізниці — метрополітен і трамвай.

## Типи
Залізниці поділяються на такі два типи:
- публічного використання — використовують для публічного перевезення пасажирів та вантажу,
- непублічного використання — використовують для ексклюзивного використання[3].

До непублічних залізниць також належать під'їзні колії, пов'язані з мережею публічних залізниць.

## Історія

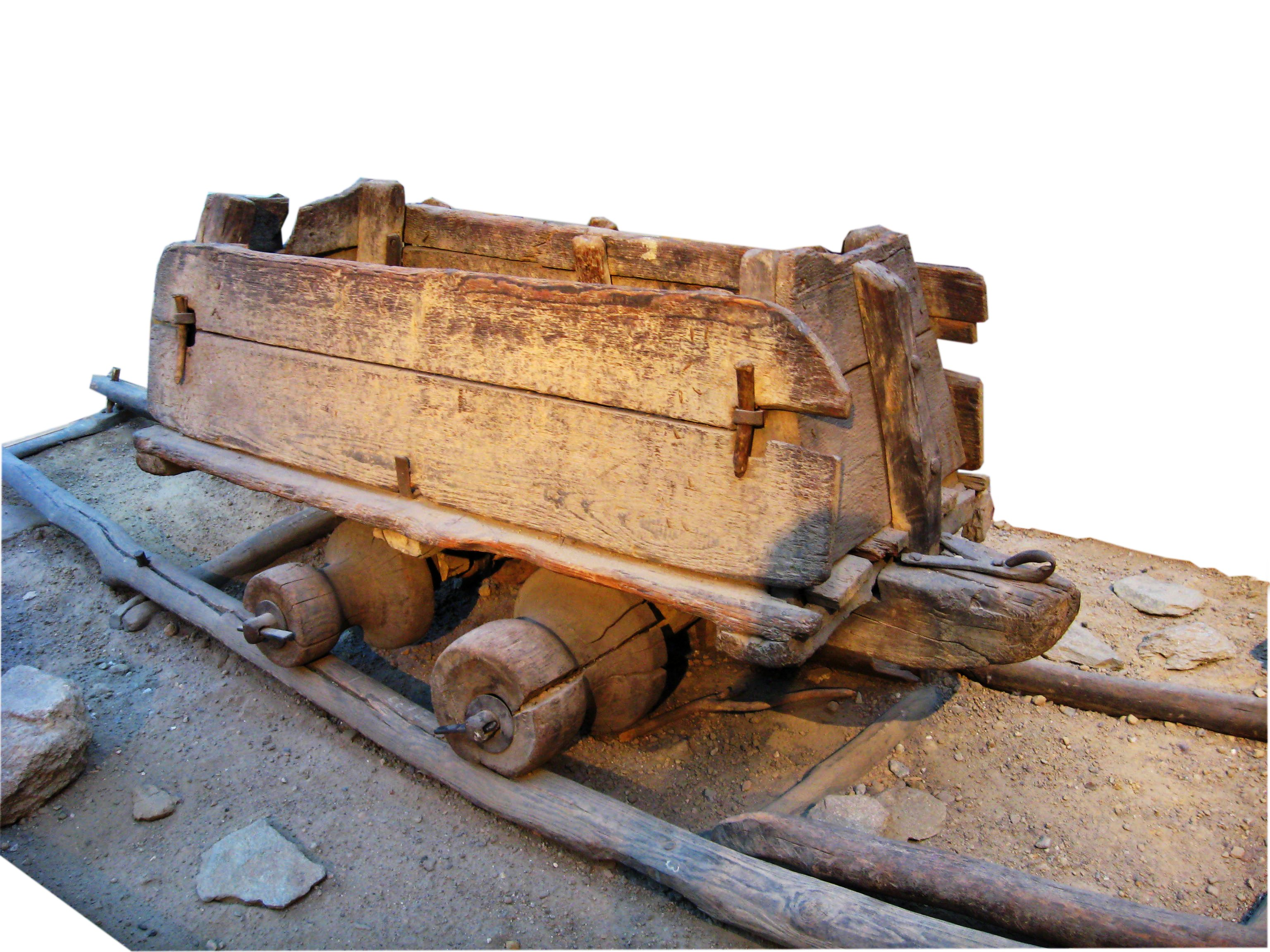
Гужовий візок 16-го століття, ранній приклад немеханізованого залізничного транспорту

Ще в античні часи та Середньовіччі використовували дерев'яні рейки для транспортування вантажів. Залізні рейки з'явилися пізніше, коли почала зростати потреба в перевезенні важких вантажів, таких як вугілля.
У 1804 році британський інженер Річард Тревітік створив перший паровоз, який міг пересуватися по рейках. Важливим проривом стало будівництво залізничної лінії Стоктон-Дарлінгтон у 1825 році, де паровоз Джорджа Стефенсона "Ракета" здійснив успішні перевезення.
У середині XIX ст. залізничні мережі активно розширювалися по всьому світу, особливо в Європі та Північній Америці. Залізниця забезпечувала швидке перевезення людей, пошти та вантажів, що сприяло індустріалізації. У 1869 році завершення Трансконтинентальної залізниці в США об'єднало Східне і Західне узбережжя країни.
Сьогодні залізничний транспорт залишається ключовим видом транспорту в багатьох країнах. Високошвидкісні потяги, такі як японські шінкансени або європейські TGV, стали символами сучасного розвитку залізниць.

### В Україні
Першу залізничну лінію на території сучасної України відкрили в 1861 році між Львовом і Перемишлем, що на той час належало до Австро-Угорської імперії. У другій половині XIX століття залізниці активно будували в Наддніпрянській Україні, яка була частиною Російської імперії. Це сприяло розвитку промисловості та експорту сільськогосподарської продукції через порти Чорного моря.
На початку XX ст. почалася електрифікація залізниць, що зробило їх більш екологічними та економічно ефективними. У радянський період в Україні продовжували розширювати залізничну мережу, зокрема для обслуговування промислових підприємств.
У 2020-х роках розпочалася реалізація проєктів інтеграції української залізниці до європейської мережі.
В Україні державна компанія Укрзалізниця відповідає за експлуатацію залізничної мережі.

## Будівництво залізниць
Під час будівництва залізниць здійснюються два основні види робіт: будівництво земляного полотна та будівництво штучних споруд. На земляних роботах використовують загальну важку техніку, таку як екскаватори, бульдозери, скрепери та інші. Застосовують також спеціальну техніку: колійні укладальники та ланкозбиральну техніку для укладання колії, електробаластери для баластування колії та рихтування рейкошпальної решітки. Для ремонту залізниць використовуються різні колійні машини.
Зазвичай спочатку будують одну головну колію, а пізніше за необхідності, що виявляється в процесі експлуатації, будують другу і більше колій. Тому на перспективних напрямках під час будівництва полотна та штучних споруд передбачають можливість надалі прокладання другої колії та збільшення площі залізничних станцій.
Залізниці залишаються фундаментальною складовою сучасної інфраструктури, яка постійно вдосконалюється завдяки новим технологіям.